# Filmographie des Looney Tunes et Merrie Melodies (1929-1939)
 (mars 2025).
Si vous disposez d'ouvrages ou d'articles de référence ou si vous connaissez des sites web de qualité traitant du thème abordé ici, merci de compléter l'article en donnant les références utiles à sa vérifiabilité et en les liant à la section « Notes et références ».
Cet article présente la liste des courts métrages d'animation produits par les studios Warner Bros. sous l'appellation Looney Tunes et Merrie Melodies de 1929 à 1939, soit un total de 272 cartoons (99 en couleurs et 173 en noir et blanc).
Six cartoons de cette liste n'ont jamais été distribué, ni sortis en DVD ou Blu-ray et font partie de la liste des films censurés par le studio pour des raisons raciales et ethniques. Ils sont indiqués en gras.

## Liste des courts métrages
Légende :
- LTMC : Looney Tunes Mouse Chronicles: The Chuck Jones Collection (collection de courts-métrages restaurés et non restaurés de Chuck Jones en DVD et Blu-ray)

### 1929
- Bosko the Talk-Ink Kid (LTGC volume 1 DVD 4)
Ce cartoon est présent en tant que bonus dans le quatrième DVD du volume 1 LTGC

### 1930
5 cartoons produits.
- Sinkin' in the Bathtub (LTGC volume 3 DVD 2) / (LTPC volume 2 disque 3)
- Congo Jazz (LTGC volume 6 DVD 3)
- Hold Anything
- The Booze Hangs High (LTGC volume 6 DVD 3)
- Box Car Blues

### 1931
17 cartoons produits.
- Big Man from the North
- Ain't Nature Grand!
- Ups 'n Downs
- Dumb Patrol
- Yodeling Yokels
- Bosko's Holiday
- The Tree's Knees
- Lady, Play Your Mandolin!
- Smile, Darn Ya, Smile! (LTGC volume 6 DVD 3)
- Bosko Shipwrecked
- One More Time (LTGC volume 6 DVD 3)
- Bosko the Doughboy (LTGC volume 6 DVD 2)
- You Don't Know What You're Doin'! (LTGC volume 6 DVD 3)
- Bosko's Soda Fountain
- Hittin' the Trail for Hallelujah Land
- Bosko's Fox Hunt
- Red-Headed Baby

### 1932
26 cartoon produits.
- Bosko at the Zoo
- Pagan Moon
- Battling Bosko
- Freddy the Freshman
- Big-Hearted Bosko
- Crosby, Columbo, and Vallee
- Bosko's Party
- Goopy Geer
- Bosko and Bruno
- It's Got Me Again! (LTGC volume 3 DVD 2) / (LTPC volume 3 disque 2)
- Bosko's Dizzy Date ou Bosko and Honey
- Moonlight for Two
- Bosko's Dog Race
- The Queen Was in the Parlor
- Bosko at the Beach
- I Love a Parade (LTGC volume 6 DVD 3)
- Bosko's Store
- Bosko the Lumberjack
- You're Too Careless with Your Kisses!
- Ride Him, Bosko! (LTGC volume 6 DVD 3)
- I Wish I Had Wings
- Bosko the Drawback
- A Great Big Bunch of You
- Bosko's Dizzy Date
- Three's a Crowd
- Bosko's Woodland Daze

### 1933
23 cartoons produits.
- The Shanty Where Santy Claus Lives
- Bosko in Dutch
- One Step Ahead of My Shadow
- Bosko in Person (LTGC volume 6 DVD 3)
- Young and Healthy
- Bosko the Speed King
- The Organ Grinder
- Wake Up the Gypsy in Me
- Bosko's Knight-Mare
- I Like Mountain Music (LTGC volume 6 DVD 3)
- Bosko the Sheep-Herder
- Beau Bosko
- Shuffle Off to Buffalo (LTGC volume 6 DVD 3)
- Bosko's Mechanical Man
- The Dish Ran Away with the Spoon (LTGC volume 6 DVD 3)
- Bosko the Musketeer
- Bosko's Picture Show (LTGC volume 6 DVD 3)
- We're in the Money (LTGC volume 6 DVD 3)
- Buddy's Day Out (LTGC volume 6 DVD 3)
- I've Got to Sing a Torch Song (LTGC volume 5 DVD 4)
- Buddy's Beer Garden (LTGC volume 6 DVD 3)
- Buddy's Show Boat
- Sittin' on a Backyard Fence (LTGC volume 6 DVD 3)

### 1934
- 25 cartoons produits. L'année marque aussi le début de la couleur pour certains films ().

- Buddy the Gob
- Pettin' in the Park
- Honeymoon Hotel
- Buddy and Towser
- Buddy's Garage
- La Belle et la Bête (Beauty and the Beast)
- Those Were Wonderful Days
- Buddy's Trolley Troubles
- Goin' to Heaven on a Mule
- Buddy of the Apes
- How Do I Know It's Sunday (LTGC volume 6 DVD 3)
- Buddy's Bearcats
- Why Do I Dream Those Dreams?
- The Girl at the Ironing Board
- The Miller's Daughter
- Shake Your Powder Puff
- Buddy the Detective
- Rhythm in the Bow
- Buddy the Woodsman
- Buddy's Circus (LTGC volume 6 DVD 3)
- Those Beautiful Dames
- Buddy's Adventures
- Pop Goes Your Heart
- Viva Buddy
- Buddy the Dentist

### 1935
23 cartoons produits.
- Mr. and Mrs. Is the Name
- Country Boy
- Je n'ai pas de chapeau (I Haven't Got a Hat)  (LTGC volume 3 DVD 3) / (PP 101)
- Buddy's Pony Express
- Buddy's Theatre
- Buddy of the Legion
- Along Flirtation Walk
- My Green Fedora
- Buddy's Lost World
- Into Your Dance
- Buddy's Bug Hunt
- Buddy in Africa
- The Country Mouse  (LTMC)
- Buddy Steps Out
- The Merry Old Soul
- Buddy the Gee Man
- The Lady in Red
- A Cartoonist's Nightmare (LTGC volume 6 DVD 3)
- The Little Dutch Plate
- Le Gaffeur d'Hollywood (Hollywood Capers) (LTGC volume 3 DVD 2)
- Gold Diggers of '49 (LTGC volume 5 DVD 4) / (PP 101)
- Billboard Frolics
- Flowers for Madame

### 1936
32 cartoons produits.
- I Wanna Play House
- The Phantom Ship
- The Cat Came Back
- Boom Boom (PP 101)
- Vive Miss Glory (Page Miss Glory)  (LTGC volume 6 DVD 4)
- Alpine Antics (LTGC volume 5 DVD 4) / (PP 101)
- The Fire Alarm
- The Blow Out (PP 101)
- I'm a Big Shot Now
- Westward Whoa (PP 101)
- Un avion obéissant (Plane Dippy) (PP 101)
- Let It Be Me
- Le Petit Épouvantail (I'd Love to Take Orders from You)
- Fish Tales (PP 101)
- Bingo Crosbyana
- Shanghaied Shipmates (PP 101)
- When I Yoo Hoo
- Porky's Pet (PP 101)
- Fou de jazz (I Love to Singa)  (LTGC volume 2 DVD 4) / (LTPC volume 1 disque 2)
- Porky the Rainmaker (PP 101)
- Sunday Go to Meetin' Time
- La Ferme de Porky (Porky's Poultry Plant) (LTGC volume 4 DVD 2) / (PP 101)
- At Your Service Madame
- Porky le sauveteur (Porky's Moving Day) (PP 101)
- Toy Town Hall
- Milk and Money (LTGC volume 5 DVD 4) / (PP 101)
- Boulevardier from the Bronx
- Bonne Saint-Valentin ! (Don't Look Now)
- Porky légionnaire (Little Beau Porky) (LTGC volume 4 DVD 2) / (PP 101)
- Une nuit sous les palmiers (The Coo-Coo Nut Grove)  (LTGC volume 3 DVD 2)
- The Village Smithy (PP 101)
- Le Refuge de Porky (Porky in the North Woods) (LTGC volume 4 DVD 2) / (PP 101)

### 1937
36 cartoons produits.
- He Was Her Man
- Porky le lutteur (Porky the Wrestler) (PP 101)
- Quel cochon ! (Pigs Is Pigs)
- La Course de Porky (Porky's Road Race) (LTGC volume 3 DVD 2) / (PP 101)
- Porky toréador (Picador Porky) (PP 101)
- Je n'ai d'yeux que pour toi (I Only Have Eyes for You)
- The Fella with the Fiddle
- Porky amoureux (Porky's Romance) (LTGC volume 3 DVD 3) / (PP 101)
- C'était la fille d'un acrobate (She Was an Acrobat's Daughter)  (LTGC volume 3 DVD 2)
- Porky va à la chasse (Porky's Duck Hunt) (PP 101)
- Une soirée agitée (Ain't We Got Fun)
- Porky et Gabby (Porky and Gabby) (PP 101)
- Clean Pastures
- Le Bungalow de l'oncle Tom (Uncle Tom's Bungalow)
- Porky's Building (PP 101)
- Streamlined Greta Green
- Sweet Sioux
- Porky's Super Service (PP 101)
- Egghead Rides Again
- Porky's Badtime Story (PP 101)
- Plenty of Money and You
- Porky cheminot (Porky's Railroad) (LTGC volume 4 DVD 2) / (PP 101)
- A Sunbonnet Blue
- Get Rich Quick Porky (PP 101)
- Non, ce n'est pas la pluie (Speaking of the Weather)  (LTGC volume 3 DVD 2)
- Le Jardin de Porky (Porky's Garden) (PP 101)
- Dog Daze
- Un marin d'eau douce (I Wanna Be a Sailor)
- Le Rival de Rover (Rover's Rival) (PP 101)
- The Lyin' Mouse  (LTMC)
- L'Héritage de Porky (The Case of the Sluttering Pig) (LTGC volume 4 DVD 2) / (PP 101)
- Entre chien et loup (Little Red Walking Hood)  (LTGC volume 5 DVD 2)
- Porky's Double Trouble (LTGC volume 5 DVD 4) / (PP 101)
- Les bois sont pleins de coucous (The Woods Are Full of Cuckoos)  (LTGC volume 3 DVD 2)
- Porky's Hero Agency (PP 101)
- Septembre sous la pluie (September in the Rain)

### 1938
40 cartoons produits.
- Daffy et l'Apprenti chasseur (Daffy Duck & Egghead)  (LTGC volume 3 DVD 4)
- Porky's Poppa (LTGC volume 5 DVD 4) / (PP 101)
- My Little Buckaroo
- Porky at the Crocadero (LTGC volume 5 DVD 4) / (PP 101)
- Un régal de cannibales (Jungle Jitters)
- What Price Porky (LTGC volume 5 DVD 4) / (PP 101)
- La Belette qui éternue (The Sneezing Weasel)
- Porky's Phoney Express (PP 101)
- A Star Is Hatched
- Une aventure maritime de Porky (Porky's Five and Ten) (PP 101)
- La Parade des pingouins (The Penguin Parade)
- Porky et le Lapin malin (Porky's Hare Hunt) (PP 101)
- Maintenant que l'été est fini (Now That Summer is Gone)  (LTGC volume 4 DVD 2)
- Injun Trouble (PP 101)
- L'Île de Pingo Pongo (The Isle of Pingo Pongo)
- Porky combattant du feu (Porky the Fireman) (LTGC volume 4 DVD 2) / (PP 101)
- Chantons à l'école (Katnip Kollege)  (LTGC volume 2 DVD 4) / (LTPC volume 1 disque 2)
- L'Anniversaire de Porky (Porky's Party) (LTGC volume 3 DVD 3) / (PP 101)
- Les Rois du swing (Have You Got Any Castles ?)  (LTGC volume 2 DVD 4)
- Amour et Malédiction (Love and Curses)
- Cendrillon s'émancipe (Cinderella Meets Fella)
- Porky's Spring Planting (PP 101)
- Porky et Daffy (Porky and Daffy) (PP 101)
- Le major mentira jusqu'à l'aube (The Major Lied 'Til Dawn)
- Wholly Smoke (LTGC volume 5 DVD 4) / (LTPC volume 3 disque 2) / (PP 101)
- Aladin n'a pas de veine (A-Lad-In Bagdad)
- La Valse des patins (Cracked Ice)  (LTGC volume 4 DVD 2)
- A Feud There Was
- Porky à Zinzinville (Porky In Wackyland) (LTGC volume 2 DVD 3) / (LTPC volume 2 disque 1) / (PP 101)
- Petit Pancho deviendra grand (Little Pancho Vanilla)  (LTGC volume 4 DVD 2)
- Porky's Naughty Nephew (PP 101)
- Johnny Smith and Poker-Huntas
- Porky en Égypte (Porky in Egypt) (LTGC volume 3 DVD 3) / (LTPC volume 2 disque 1) / (PP 101)
- Le Grand Voyage (You're an Education)  (LTGC volume 4 DVD 2)
- Le Veilleur de nuit (The Night Watchman)  (LTGC volume 4 DVD 4)
- Le Docteur Daffy (The Daffy Doc) (LTGC volume 5 DVD 3) / (PP 101)
- Daffy à Hollywood (Daffy Duck in Hollywood)  (LTGC volume 3 DVD 2)
- Porky et le Sous-marin pirate (Porky the Gob) (PP 101)
- Count Me Out
- The Mice Will Play

### 1939
44 cartoons produits.
- The Lone Stranger and Porky (PP 101)
- Dog Gone Modern
- It's an Ill Wind (PP 101)
- Un crochet qui accroche (Hamateur Night)
- Robin Hood Makes Good
- Porky's Tire Trouble (PP 101)
- La Folie de l'or (Gold Rush Daze)
- Une journée au zoo (A Day at the Zoo)
- Porky's Movie Mystery (PP 101)
- Mystère et Boules de poils (Prest-O Change-O)  (LTPC volume 2 disque 2)
- Chicken Jitters (PP 101)
- Bars and Stripes Forever
- Daffy et le Dinosaure (Daffy Duck and the Dinosaur)  (LTGC volume 3 DVD 4)
- Porky et Teabiscuit (Porky and Teabiscuit) (LTGC volume 3 DVD 3) / (PP 101)
- Le crime ne paie pas (Thugs with Dirty Mugs)  (LTGC volume 3 DVD 2)
- Kristopher Kolumbus Jr. (PP 101)
- Naughty but Mice  (LTMC)
- Incroyable mais vrai (Believe It or Else)
- Bagarre au pôle nord (Polar Pals) (LTGC volume 5 DVD 4) / (PP 101)
- Hobo Gadget Band
- Porky a peur d'être scalpé (Scalp Trouble) (PP 101)
- Gloire d'antan (Old Glory)  (LTGC volume 2 DVD 3) / (LTPC volume 1 disque 1) / (PP 101)
- Porky's Picnic (PP 101)
- Dan McFoo le terrible (Dangerous Dan McFoo)
- Snowman's Land
- Wise Quacks (LTGC volume 5 DVD 4) / (PP 101)
- Drôle de chasse (Hare-um Scare-um)  (LTPC volume 2 disque 2)
- Detouring America
- Little Brother Rat   (LTMC)
- Porky's Hotel (PP 101)
- Sioux Me
- Au pays du soleil de minuit (Land of the Midnight Fun)
- Jeepers Creepers (PP 101)
- Naughty Neighbors (PP 101)
- The Little Lion Hunter
- The Good Egg
- Porky joueur de flûte (Pied Piper Porky) (PP 101)
- Sacrés poissons (Fresh Fish)
- Fagin's Freshman
- Porky the Giant Killer (PP 101)
- Sniffles et le Rat de bibliothèque (Sniffles and the Bookworm)  (LTMC)
- Football en délire (Screwball Football)
- Le Cinéphile (The Film Fan) (LTGC volume 3 DVD 2) / (PP 101)
- The Curious Puppy